# Dajana Piecha
Dajana Piecha (ros. Даяна Пеха, ur. 6 kwietnia 2001 w Ałmaty) – kazachska skoczkini narciarska. Uczestniczka mistrzostw świata seniorów (2019) i juniorów (2018, 2019).

## Przebieg kariery
W dniach 3–4 września 2016 roku zadebiutowała w zawodach FIS startując w Einsiedeln w ramach FIS Cup, gdzie w obu konkursach plasowała się na miejscach pod koniec drugiej dziesiątki stawki.
Kolejny swój start na arenie międzynarodowej zaliczyła w drugiej połowie stycznia 2018 roku w Planicy w konkursach Pucharu Kontynentalnego. Pierwszy konkurs zakończyła na miejscu trzydziestym siódmym, a zaś w drugim została sklasyfikowana o dwie pozycje wyżej.
Dwa tygodnie po zawodach w Słowenii wystartowała w mistrzostwach świata juniorów w szwajcarskim Kanderstegu. W konkursie indywidualnym zajęła przedostatnie miejsce w połowie szóstej dziesiątki zawodów, gdzie zdołała wyprzedzić tylko reprezentującą Czechy Simonę Weinlichovą. Po dwóch dniach stanęła na starcie konkursu drużyn mieszanych wraz z Siergiejem Zyrianowem, Walentiną Sdierżykową oraz Nikitą Diewiatkinem. Konkurs ten zakończyła na ostatnim miejscu, będąc jednocześnie autorką najsłabszego skoku w konkursie.
W połowie grudnia zainaugurowała nowy sezon Pucharu Kontynentalnego w Notodden dwukrotnie plasując się na dwudziestym siódmym miejscu, a tym samym zdobyła swoje pierwsze punkty tego cyklu w historii swoich startów. Miesiąc później, w styczniu 2019 roku podczas zawodów w Planicy zajmowała miejsca pod koniec czwartej dziesiątki.
Pod koniec stycznia stanęła na starcie juniorskiego czempionatu, który odbywał się w Lahti. Występ w zawodach indywidualnych zakończył się dla niej na pierwszej serii, w której sklasyfikowana została na pięćdziesiątym pierwszym miejscu. W rozegranym dwa dni później konkursie drużynowym będąc w składzie z Aliną Tuchtajewą, Wieroniką Szyszkiną oraz Walentiną Sdierżykową zajęła dziesiąte miejsce.
Miesiąc później wystartowała w mistrzostwach świata seniorów rozgrywanych w austriackim Seefeld. 26 lutego, w konkursie drużynowym zajęła ostatnie, jedenaste miejsce w stawce, gdzie spośród swojej drużyny zaprezentowała się najsłabiej. Dzień później wzięła udział w kwalifikacjach do konkursu indywidualnego, w których sklasyfikowana została na przedostatnim miejscu przed Słowaczką Viktórią Šidlovą.
Z końcem pierwszej połowy lipca 2019 roku startowała w kolejno zawodach FIS Cup oraz Letniego Pucharu Kontynentalnego odbywających się w kazachskim Szczuczyńsku. W konkursach tych plasowała się na pozycjach w połowie drugiej dziesiątki zawodów. Latem, w zawodach FIS Cup startowała jeszcze w Ljubnie, będąc sklasyfikowaną dwukrotnie w drugiej połowie czwartej dziesiątki.

## Mistrzostwa świata
| Miejsce | Dzień     | Rok  | Miejscowość | Skocznia                   | Punkt K | HS     | Konkurs | Skok 1                  | Skok 2                  | Nota                    | Strata                  | Zwycięzca    |
| ------- | --------- | ---- | ----------- | -------------------------- | ------- | ------ | ------- | ----------------------- | ----------------------- | ----------------------- | ----------------------- | ------------ |
| 11.     | 26 lutego | 2019 | Seefeld     | Toni-Seelos-Olympiaschanze | K-99    | HS-109 | druż.   | 63,5 m                  | –                       | 207,8 pkt (39,1 pkt)    | 691,1 pkt               | Niemcy       |
| NQ      | 27 lutego | 2019 | Seefeld     | Toni-Seelos-Olympiaschanze | K-99    | HS-109 | ind.    | nie zakwalifikowała się | nie zakwalifikowała się | nie zakwalifikowała się | nie zakwalifikowała się | Maren Lundby |
| NQ      | 25 lutego | 2021 | Oberstdorf  | Schattenbergschanze        | K-95    | HS-106 | ind.    | nie zakwalifikowała się | nie zakwalifikowała się | nie zakwalifikowała się | nie zakwalifikowała się | Ema Klinec   |
| NQ      | 3 marca   | 2021 | Oberstdorf  | Schattenbergschanze        | K-120   | HS-137 | ind.    | nie zakwalifikowała się | nie zakwalifikowała się | nie zakwalifikowała się | nie zakwalifikowała się | Maren Lundby |

## Mistrzostwa świata juniorów
| Miejsce | Dzień       | Rok  | Miejscowość | Skocznia           | Punkt K | HS     | Konkurs      | Skok 1 | Skok 2 | Nota                 | Strata    | Zwycięzca      |
| ------- | ----------- | ---- | ----------- | ------------------ | ------- | ------ | ------------ | ------ | ------ | -------------------- | --------- | -------------- |
| 54.     | 2 lutego    | 2018 | Kandersteg  | Lötschberg-Schanze | K-95    | HS-106 | ind.         | 53,0 m | –      | 12,4 pkt             | 250,2 pkt | Nika Križnar   |
| 14.     | 4 lutego    | 2018 | Kandersteg  | Lötschberg-Schanze | K-95    | HS-106 | druż. miesz. | 53,0 m | –      | 151,9 pkt (16,9 pkt) | 717,4 pkt | Norwegia       |
| 51.     | 24 stycznia | 2019 | Lahti       | Salpausselkä       | K-90    | HS-100 | ind.         | 63,0 m | –      | 58,0 pkt             | 195,1 pkt | Anna Szpyniowa |
| 10.     | 26 stycznia | 2019 | Lahti       | Salpausselkä       | K-90    | HS-100 | druż.        | 60,5 m | –      | 292,9 pkt (37,3 pkt) | 619,3 pkt | Rosja          |

## Puchar Świata

### Miejsca w poszczególnych konkursach Pucharu Świata
stan po zakończeniu sezonu 2020/2021
| Sezon 2020/2021                                                                                      |        |                  |                  |            |            |            |        |        |             |             |             |             |        |
| Ramsau                                                                                               | Ljubno | Titisee-Neustadt | Titisee-Neustadt | Hinzenbach | Hinzenbach | Hinzenbach | Râșnov | Râșnov | Niżny Tagił | Niżny Tagił | Czajkowskij | Czajkowskij | punkty |
| - | -      | -                | -                | q          | q          | q          | q      | q      | -           | -           | -           | -           | 0      |
| Legenda                                                                                              |        |                  |                  |            |            |            |        |        |             |             |             |             |        |
| 1 2 3 4-10 11-30 poniżej 30 q – zawodniczka nie zakwalifikowała się - – zawodniczka nie wystartowała |        |                  |                  |            |            |            |        |        |             |             |             |             |        |

## Letnie Grand Prix

### Miejsca w poszczególnych konkursach LGP
stan po zakończeniu LGP 2020
| 2019                                                                                                 |                  |                |        |
| Hinterzarten 26.07                                                                                   | Courchevel 09.08 | Frenštát 18.08 | punkty |
| q | -                | -              | 0      |
| Legenda                                                                                              |                  |                |        |
| 1 2 3 4-10 11-30 poniżej 30 q – zawodniczka nie zakwalifikowała się - – zawodniczka nie wystartowała |                  |                |        |

## Puchar Kontynentalny

### Miejsca w klasyfikacji generalnej
| Sezon     | Miejsce |
| --------- | ------- |
| 2018/2019 | 53.     |
| 2019/2020 | 41.     |

### Miejsca w poszczególnych konkursachPucharu Kontynentalnego
stan po zakończeniu sezonu 2020/2021
| Sezon 2017/2018                                              |          |         |         |            |            |        |
| Notodden                                                     | Notodden | Planica | Planica | Brotterode | Brotterode | punkty |
| -                                                            | -        | 37      | 35      | -          | -          | 0      |
| Sezon 2018/2019                                              |          |         |         |            |            |        |
| Notodden                                                     | Notodden | Planica | Planica | Brotterode | Brotterode | punkty |
| 27                                                           | 27       | 39      | 39      | -          | -          | 8      |
| Sezon 2019/2020                                              |          |         |         |            |            |        |
| Notodden                                                     | Notodden | Rena    | Rena    | Brotterode | Brotterode | punkty |
| 49                                                           | 49       | -       | -       | 20         | 22         | 20     |
| Legenda                                                      |          |         |         |            |            |        |
| 1 2 3 4-10 11-30 poniżej 30 - – zawodniczka nie wystartowała |          |         |         |            |            |        |

## Letni Puchar Kontynentalny

### Miejsca w klasyfikacji generalnej
| Sezon | Miejsce |
| ----- | ------- |
| 2019  | 53.     |

### Miejsca w poszczególnych konkursachLetniego Pucharu Kontynentalnego
stan po zakończeniu sezonu letniego 2020
| 2019                                                         |             |         |         |             |       |       |        |
| Szczuczyńsk                                                  | Szczuczyńsk | Szczyrk | Szczyrk | Lillehammer | Stams | Stams | punkty |
| 15                                                           | 15          | -       | -       | -           | -     | -     | 32     |
| Legenda                                                      |             |         |         |             |       |       |        |
| 1 2 3 4-10 11-30 poniżej 30 - − zawodniczka nie wystartowała |             |         |         |             |       |       |        |

## FIS Cup

### Miejsca w klasyfikacji generalnej
| Sezon     | Miejsce |
| --------- | ------- |
| 2016/2017 | 73.     |
| 2017/2018 | 96.     |
| 2019/2020 | 71.     |

### Miejsca w poszczególnych konkursachFIS Cup
stan po zakończeniu sezonu 2020/2021
| Sezon 2016/2017                                                                   |         |             |             |            |            |              |              |           |           |                |                |           |           |         |         |        |        |        |        |        |        |        |        |        |        |        |        |        |        |        |        |
| Villach                                                                           | Villach | Szczyrk     | Szczyrk     | Einsiedeln | Einsiedeln | Hinterzarten | Hinterzarten | Râșnov    | Râșnov    | Notodden       | punkty         | punkty    | punkty    | punkty  | punkty  | punkty | punkty | punkty | punkty | punkty | punkty | punkty | punkty | punkty | punkty | punkty | punkty | punkty | punkty |        |        |
| -                                                                                 | -       | -           | -           | 20         | 18         | -            | -            | -         | -         | -              | 24             | 24        | 24        | 24      | 24      | 24     | 24     | 24     | 24     | 24     | 24     | 24     | 24     | 24     | 24     | 24     | 24     | 24     | 24     |        |        |
| Sezon 2017/2018                                                                   |         |             |             |            |            |              |              |           |           |                |                |           |           |         |         |        |        |        |        |        |        |        |        |        |        |        |        |        |        |        |        |
| Villach                                                                           | Villach | Kandersteg  | Kandersteg  | Râșnov     | Râșnov     | Whistler     | Whistler     | Rastbüchl | Rastbüchl | Villach        | Villach        | Falun     | punkty    | punkty  | punkty  | punkty | punkty | punkty | punkty | punkty | punkty | punkty | punkty | punkty | punkty | punkty | punkty | punkty | punkty | punkty | punkty |
| -                                                                                 | -       | -           | -           | -          | -          | -            | -            | -         | -         | -              | -              | 15        | 16        | 16      | 16      | 16     | 16     | 16     | 16     | 16     | 16     | 16     | 16     | 16     | 16     | 16     | 16     | 16     | 16     | 16     | 16     |
| Sezon 2019/2020                                                                   |         |             |             |            |            |              |              |           |           |                |                |           |           |         |         |        |        |        |        |        |        |        |        |        |        |        |        |        |        |        |        |
| Szczyrk                                                                           | Szczyrk | Szczuczyńsk | Szczuczyńsk | Ljubno     | Ljubno     | Râșnov       | Râșnov       | Villach   | Villach   | Oberwiesenthal | Oberwiesenthal | Rastbüchl | Rastbüchl | Villach | Villach | punkty |        |        |        |        |        |        |        |        |        |        |        |        |        |        |        |
| -                                                                                 | -       | 13          | 13          | 38         | 37         | -            | -            | -         | -         | -              | -              | -         | -         | dq      | 48      | 40     |        |        |        |        |        |        |        |        |        |        |        |        |        |        |        |
| Legenda                                                                           |         |             |             |            |            |              |              |           |           |                |                |           |           |         |         |        |        |        |        |        |        |        |        |        |        |        |        |        |        |        |        |
| 1 2 3 4-10 11-30 poniżej 30 dq – dyskwalifikacja - − zawodniczka nie wystartowała |         |             |             |            |            |              |              |           |           |                |                |           |           |         |         |        |        |        |        |        |        |        |        |        |        |        |        |        |        |        |        |